# 寬亞瑪語
寬亞瑪語（Kwanyama或Cuanhama）是安哥拉和纳米比亚的民族語言。它是奥万博語的标准语，并且与恩敦加语（另一种奥万博語的方言）可以相互理解。 
1974年，寬亞瑪語版本的《聖經》首次出版。2019年，耶和华见证人发布了包括印刷版和电子版在內的寬亞瑪語版本的《圣经新世界译本》 。

## 聲調
寬亞瑪語有兩個聲調：高音調和低音調。